# Bad Sulza
Die Kleinstadt Bad Sulza ist eine Landgemeinde im thüringischen Landkreis Weimarer Land. Sie trägt den Namenszusatz Kur- und Weinstadt und ist ein staatlich anerkanntes Heilbad. Der Kurort kann noch zum südlichen Randbereich der Saale-Unstrut-Region gezählt werden, des wichtigsten Weinanbaugebietes Mitteldeutschlands, im Bäderdreieck Bad Bibra–Bad Kösen–Bad Sulza.

## Geografie

### Geografische Lage
Bad Sulza liegt im und am Ilmtal im Nordosten des Landkreises und ist von Berghängen umgeben, die zu den Ausläufern des Höhenzuges Finne und zur Muschelkalkformation der Ilm-Saale-Platte gehören. Bad Sulza ist an der Ilm gelegen. Man nennt die Gegend auch Thüringer Toskana.

### Nachbargemeinden
Die Stadt grenzt im Uhrzeigersinn und im Norden beginnend an folgende Städte und Gemeinden: Eckartsberga, Lanitz-Hassel-Tal (beide Burgenlandkreis, Sachsen-Anhalt), Großheringen, Schmiedehausen (beide Landkreis Weimarer Land), Dornburg-Camburg, Wichmar, Zimmern, Hainichen, Lehesten (alle Saale-Holzland-Kreis), Jena (kreisfreie Stadt), Großschwabhausen, Kapellendorf, Apolda, Ilmtal-Weinstraße (alle Landkreis Weimarer Land) und Buttstädt (Landkreis Sömmerda). Weitestgehend vom Stadtgebiet Bad Sulzas umschlossen sind zudem die im Landkreis Weimarer Land liegenden Gemeinden Niedertrebra, Obertrebra und Eberstedt.

### Stadtgliederung
Bad Sulza entstand durch die Zusammenlegung der benachbarten Orte Stadtsulza (auch bekannt als Stadtmitte), Dorfsulza (im Tal rechts der Ilm) und Bergsulza (oberhalb des Tals an der Camburger Straße). Des Weiteren gehört die aus einer Saline hervorgegangene Siedlung Oberneusulza unterhalb im Ilmtal zu Bad Sulza, während Unterneusulza bereits im Gebiet der Gemeinde Großheringen liegt.
Bad Sulza gliedert sich nach der Hauptsatzung in die Kernstadt und in die nachfolgend gelisteten Ortsteile: Auerstedt, Eckolstädt, Flurstedt, Gebstedt mit Schwabsdorf, Großromstedt, Hermstedt, Kleinromstedt, Ködderitzsch, Kösnitz, Münchengosserstädt, Neustedt, Pfuhlsborn, Rannstedt, Reisdorf, Sonnendorf, Stobra, Wickerstedt und Wormstedt.

## Geschichte

### Von der Ersterwähnung bis 1900
Die zwischen 881 und 889 in einem Zehntregister des Klosters Hersfeld als Salzacha erwähnte Siedlung als Zuweisung für Bad Sulza ist sehr umstritten. Neuere Forschungen beziehen diese Nennung auf Langensalza oder Salza bei Nordhausen. Ein erster Beleg mit regionalem Bezug stammt aus dem Jahre 1046, in dem ein Burgward Sulza genannt wird. Von der Burg Sulza ist wenig überliefert. Ein Flurname „Altenburg“ deutet noch darauf hin. Auf Grund der strategisch wichtigen Lage an der „via regia“ geht man davon aus, im 10. Jahrhundert durch einen königlichen Burgward mit seinem Gefolge die Königstraße kontrolliert und überwacht zu haben. Auch Wilhelm der III., Graf von Weimar, der sich 1009–1039 als Graf von Sulza und Geisleden bezeichnete, war wohl eher in Salza bei Nordhausen begütert.
Von 1182 bis in das 16. Jahrhundert sind Ministerialen mit dem Namen Sulza nachgewiesen. Die Burg wurde demnach Mittelpunkt des Burgwardbezirkes. Zu Beginn des 16. Jahrhunderts haben spanische Truppen die Stadt verwüstet. Die Befestigungsanlagen wurden nicht wieder aufgebaut.
Am 5. Dezember 1064 gewährte König Heinrich IV. dem Pfalzgrafen Friedrich von Sachsen für den Ort Sulza das Markt-, Zoll- und Münzrecht sowie das Recht, Salz zu sieden.
Der Weinanbau ist seit 1195 in Sulza nachgewiesen, aber wahrscheinlich viel älter.
Im frühen Mittelalter bestand nur ein Ort Sulza, wahrscheinlich das heutige Dorfsulza. Später entwickelte sich die Marktsiedlung auf der westlichen Ilmseite und eine Siedlung am neu errichteten Chorherrenstift auf dem Berge: Stadtsulza, Dorfsulza, Bergsulza. Später tauchen auch die Salzsieder-Siedlungen Oberneusulza und Unterneusulza (bei Großheringen) auf. Angeblich wurde auf dem westlichen Ausläufer des Herlitzberges in Bergsulza zur Sicherung der Salzproduktion und des Abtransportes Richtung Osten nach Schmiedehausen, Camburg, um bei Wetzdorf auf die Regensburger Straße zu treffen, eine Burg zum Schutz errichtet. Dies ist unwahrscheinlich. Vielmehr deutet vieles auf den südlich davon gelegenen Bergsporn mit dem Flurnamen „Auf der Altenburg“ hin. Auf dem Herlitzenberg wurde schon im 11. Jahrhundert vom Pfalzgrafen Friedrich II. von Sachsen ein Chorherrenstift errichtet. Das Kloster befand sich an der Stelle des noch erhaltenen Herrenhauses aus dem 19. Jahrhundert, in dem sich heute die Jugendherberge befindet.
Im Jahre 1584 wurde Sulza von der Pest heimgesucht. 1593 erhielt der Ort die niedere Gerichtsbarkeit. 1613 wurde die Stadt von der Thüringer Sintflut heimgesucht. Der Siedebetrieb des Salzwerks wurde 1625 vom Oberaufseher Johann Agricola ins neugegründete Unterneusulza an die Ilmmündung verlegt und die Strohgradierung eingeführt. 1640 plünderten schwedische Truppen die Stadt. 1714 kam es zu einem Großbrand, der fast die gesamte Stadt in Schutt und Asche legte. 1752 begann durch die Übernahme des Freiherrn von Beust eine neue Epoche für das Salzwerk, der dieses zu neuer Blüte führte.

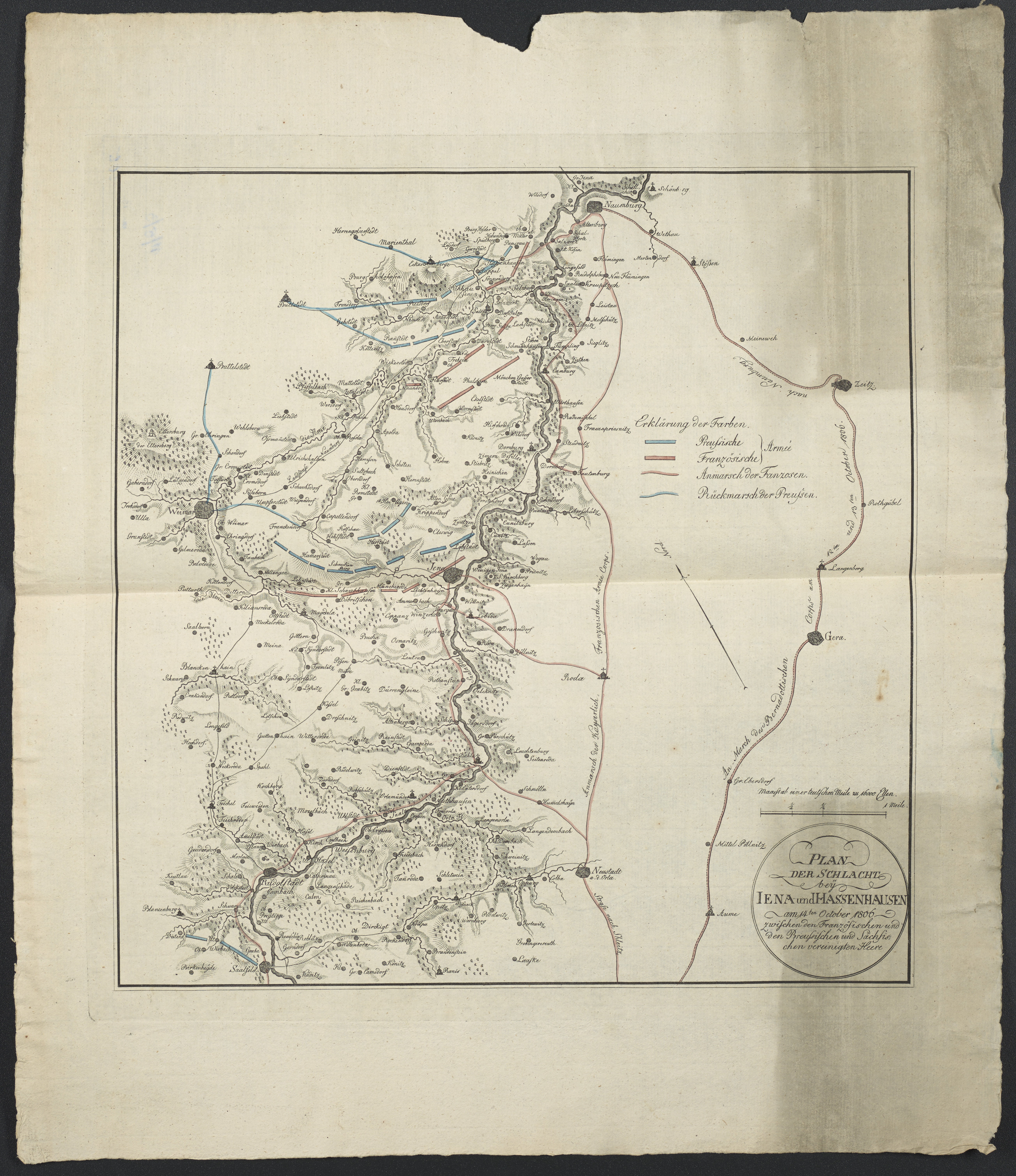
Karte der Schlacht bei Jena und Auerstedt. Rot: Französische Truppen; blau: Truppen Preußens und Braunschweigs

Auf dem Gebiet der heutigen Stadt Bad Sulza fand am 14. Oktober 1806 die Schlacht bei Auerstedt statt. 1846 erhielt die Stadt mit dem Bau einer Eisenbahnstation Anschluss an die Thüringer Bahn. Das Jahr 1847 wird als das Jahr der Gründung des Solbades angesehen.

### 1900 bis zur Gegenwart

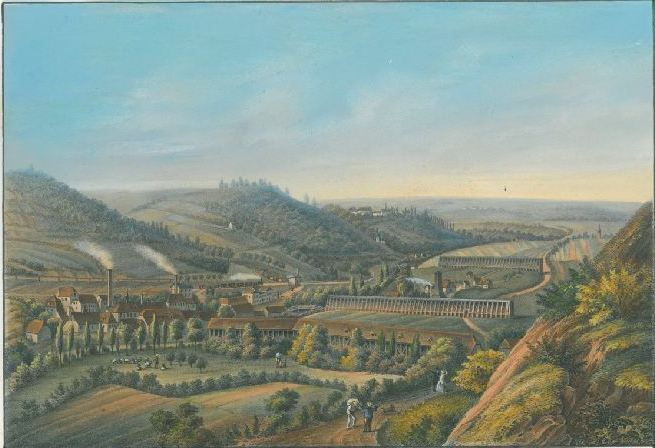
Neu-Sulza sowie im Hintergrund Dorfsulza und Bergsulza um 1850

Im Jahre 1907 entstand aus dem Zusammenschluss von Dorfsulza (1895: 634 Einwohner) und Stadtsulza (1895: 2301 Einwohner) die Stadt Bad Sulza. 1923 erfolgte die Eingemeindung von Bergsulza und Oberneusulza. Unterneusulza blieb bis 1949 selbständig, als es in Großheringen eingemeindet wurde.
1908 wurde auf einer Anhöhe nördlich der Stadt die weithin sichtbare Sonnenburg erbaut, eine Ausflugsgaststätte im Baustil einer romanischen Burg. Diese Anlage ist seit einigen Jahren jedoch nicht mehr öffentlich zugänglich (Stand 2025).
Von 1933 bis 1937 unterhielt das Thüringer Ministerium des Innern im ehemaligen Kurhotel „Zum Großherzog von Sachsen“ das KZ Bad Sulza, das die Nachfolge vom KZ Nohra antrat. Die Bewachung ging 1936 von der SA auf die SS über. Insgesamt 850 Häftlinge wurden dort interniert und zu Arbeiten im Steinbruch und Straßenbau eingesetzt. Die Häftlinge aus Bad Sulza wurden 1937 in das KZ Buchenwald überführt.
Seit 1940 wurde zunächst in einem ehemaligen Gasthaus und später in einem Barackenlager in der Ilmaue das Kriegsgefangenenstammlager (STALAG) IXC eingerichtet, von dem aus über 42.000 Gefangene verschiedener Nationalitäten erfasst und zur Zwangsarbeit in der Region eingesetzt wurden. Von ihnen fanden mindestens 442 den Tod, die meisten waren sowjetische Gefangene, die in einem Seuchenlager im Brühl an Flecktyphus zugrunde gingen.
Am 11. September 1944 wurden bei einem amerikanischen Luftangriff das Schützenhaus und der leere Schlafsaal der Kinder-Kureinrichtung getroffen.
Die Stadt wurde am 11. April 1945 kampflos von der US-Armee besetzt. Diese öffnete sofort das alliierte Kriegsgefangenenlager.
Am 13. April 1945 brannte das frühere Kurhotel „Zum Großherzog von Sachsen“ aus, wahrscheinlich als Folge von Brandstiftung. In ihm hatte sich von 1933 bis 1937 das KZ befunden. 1939 war der Gebäudekomplex eine Außenstelle des Staatsarchivs Weimar geworden. Bei dem Brand gingen die Bestände von 5.000 Metern Archivgut völlig verloren: mit der Geschichte des Großherzogtums Sachsen-Weimar-Eisenach im 19. Jahrhundert und des Landes Thüringen bis in die 1930er Jahre. Neben dem Archiv hatte es in dem Gebäude Vorratslager der Wehrmacht mit Lebensmitteln und Spirituosen gegeben.
Ab Anfang 1945 wurde Bad Sulza „von einer Flüchtlingslawine (aus den Ostgebieten) überrollt“ (Chronik).
Anfang Juli 1945 löste die Rote Armee die US-Armee auch in Bad Sulza ab. Damit wurde es Teil der SBZ und ab 1949 der DDR.
Ab 1950 war Bad Sulza Erholungsort für die Wismut AG. 1964 bis 1969 wurde ein mehrstöckiges Wismut-Sanatorium am Rande des Kurparks gebaut.
In den 1960er Jahren wurde Bad Sulza als Volksheilbad und Volkssolbad bezeichnet. Die Toskana Therme lockt heute viele Besucher nach Bad Sulza.
Ab Ende Oktober 1989 gab es auch in Bad Sulza im Rahmen der Friedlichen Revolution Bürgerversammlungen im Kur-Saal des Sophienhauses und dann in der Mauritiuskirche (bis 470 Teilnehmer).

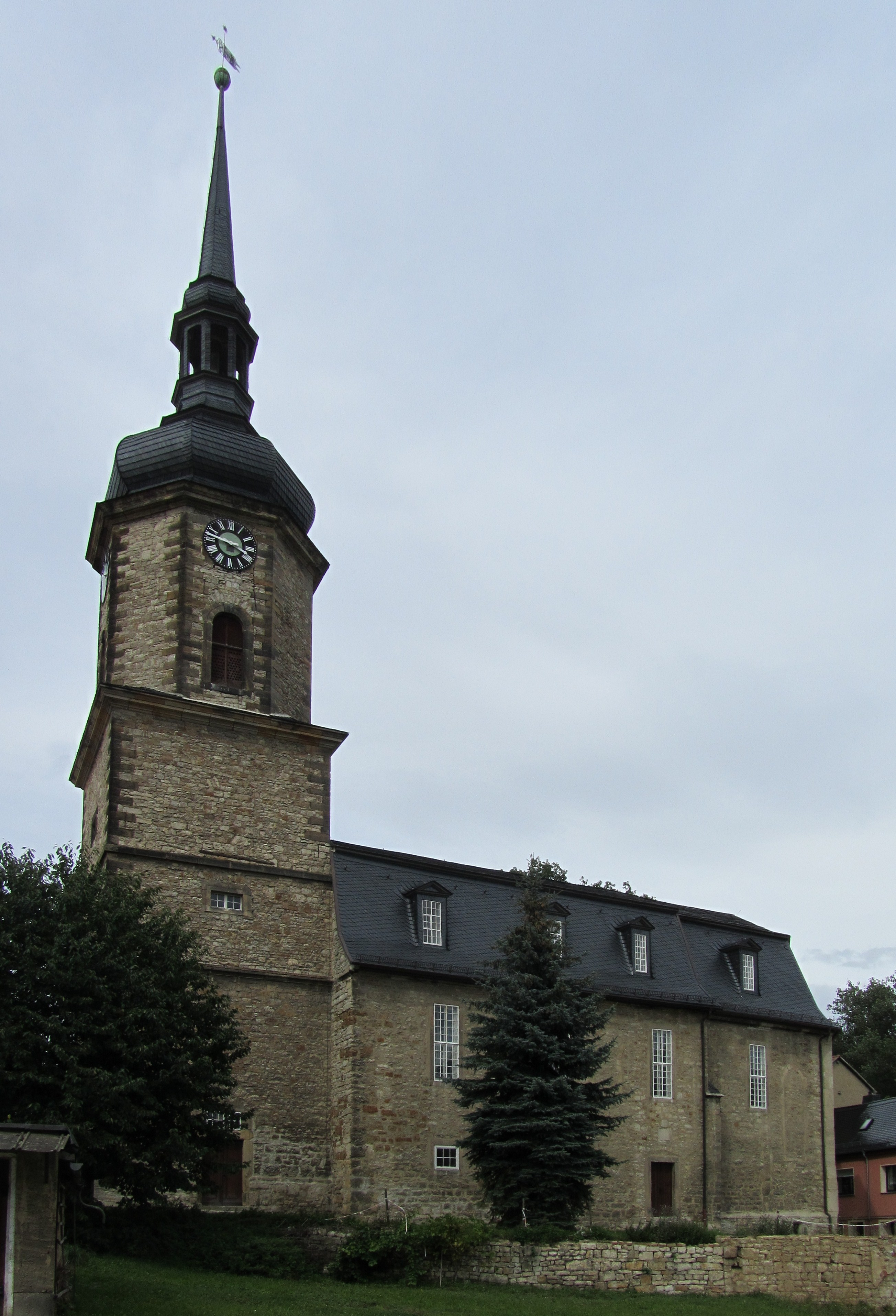
Evangelisch-lutherische Stadtkirche St. Mauritius von 1715

Von 1992 bis 1996 war Bad Sulza mit den Gemeinden Auerstedt, Eberstedt, Flurstedt, Gebstedt, Großheringen, Ködderitzsch, Niedertrebra, Obertrebra, Rannstedt, Reisdorf, Schmiedehausen und Wickerstedt in der Verwaltungsgemeinschaft Bad Sulza zusammengeschlossen. Mit der Auflösung dieser wurde Bad Sulza erfüllende Gemeinde für alle weiteren Mitgliedsgemeinden.
Seit dem 31. Dezember 2012 gehören die bisher selbständigen Gemeinden Auerstedt, Flurstedt, Gebstedt, Reisdorf und Wickerstedt als Ortsteile zur neugebildeten Landgemeinde Stadt Bad Sulza, für die Bad Sulza bereits zuvor erfüllende Gemeinde war.
Ködderitzsch wurde am 1. Januar 2019 eingemeindet. Bad Sulza war bereits zuvor erfüllende Gemeinde für Ködderitzsch.
Die Gemeinde Saaleplatte wurde am 31. Dezember 2019 in die Stadt Bad Sulza eingemeindet. Seit 31. Dezember 2013 war Bad Sulza erfüllende Gemeinde für Saaleplatte.
Rannstedt, für das Bad Sulza ebenfalls erfüllende Gemeinde war, wurde am 1. Januar 2023 eingemeindet.

### Einwohnerentwicklung
In der nachstehenden Tabelle ist die Entwicklung der Einwohnerzahl seit 1995 dargestellt. Ermittelt wurden die Werte jeweils zum Stichtag 31. Dezember.
| Jahr | Einwohner |
| ---- | --------- |
| 1995 | 3331      |
| 2000 | 3147      |
| 2005 | 3065      |
| 2010 | 2973      |
| 2015 | 4738      |
| 2020 | 7678      |

| Jahr | Einwohner |
| ---- | --------- |
| 2021 | 7695      |
| 2022 | 7821      |
| 2023 | 8124      |

## Kirche
- St. Mauritius (Bad Sulza) ist eine evangelische Kirche und befindet sich im Stadtzentrum.
- St. Johannes Evangelist (Dorfsulza) ist eine katholische Kirche.

## Denkmäler und Gedenkstätten

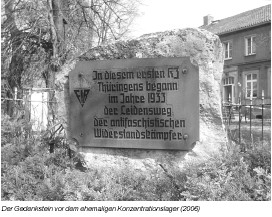
Gedenkstein KZ

- Sowjetischer Ehrenhain auf dem Ortsfriedhof für mehr als 300 sowjetische Kriegsgefangene, die während des Zweiten Weltkrieges an Typhus und Unterernährung starben
- Randweg mit fünf Stelen zur Information und zum Gedenken an die fünf Orte, die in der Zeit des Nationalsozialismus das Geschehen im Ort bestimmten: das frühe KZ Bad Sulza, das STALAG IX C, das Sterbelager im Brühl, das Ausweichlager des RSHA für ausgelagertes Kunstgut und die Begräbnisstätte für sowjetische Kriegsgefangene, zu jener Zeit außerhalb der Friedhofsmauern gelegen[18]
- Im Stadtzentrum steht ein Denkmal für die Gefallenen des Ersten Weltkriegs aus Bad Sulza (Namen verwittert am Sockel), das jetzt – erweitert – „Den Opfern von Krieg und Gewaltherrschaft“ gewidmet ist.
- In der Mauritiuskirche befindet sich als Mosaik eine Pietà des Bad Sulzaer Malers Karl Holfeld: „Unseren Toten und Vermissten. 1914–1918 und 1939–1945“, mit einem Namenbuch.
- Eine Stele auf dem Nordfriedhof zeigt unter dem Schriftzug „GEDENKET“ (mit christlichen Kreuzen) an, dass hier 21 deutsche Kriegsopfer aus der Zeit beider Weltkriege bestattet sind, darunter eine Frau und sieben „unbekannte deutsche Soldaten“.

## Politik

### Stadtrat
Der Stadtrat von Bad Sulza besteht aus 20 gewählten Bürgern.
Die Kommunalwahl vom 26. Mai 2024 führte bei einer Wahlbeteiligung von 74,6 % zu folgendem Ergebnis für die Zusammensetzung des Stadtrats:
| Partei / Liste                   | Stimmenanteil | Sitze |
| CDU                              | 29,2 %        | 6     |
| SPD/LINKE                        | 23,6 %        | 5     |
| Freie Wähler Weimarer Land (FWW) | 31,1 %        | 6     |
| WG FW Feuerwehren Bad Sulza      | 08,0 %        | 2     |
| Interessengemeinschaft Bad Sulza | 08,0 %        | 1     |
| Gesamt                           | 100 %         | 20    |

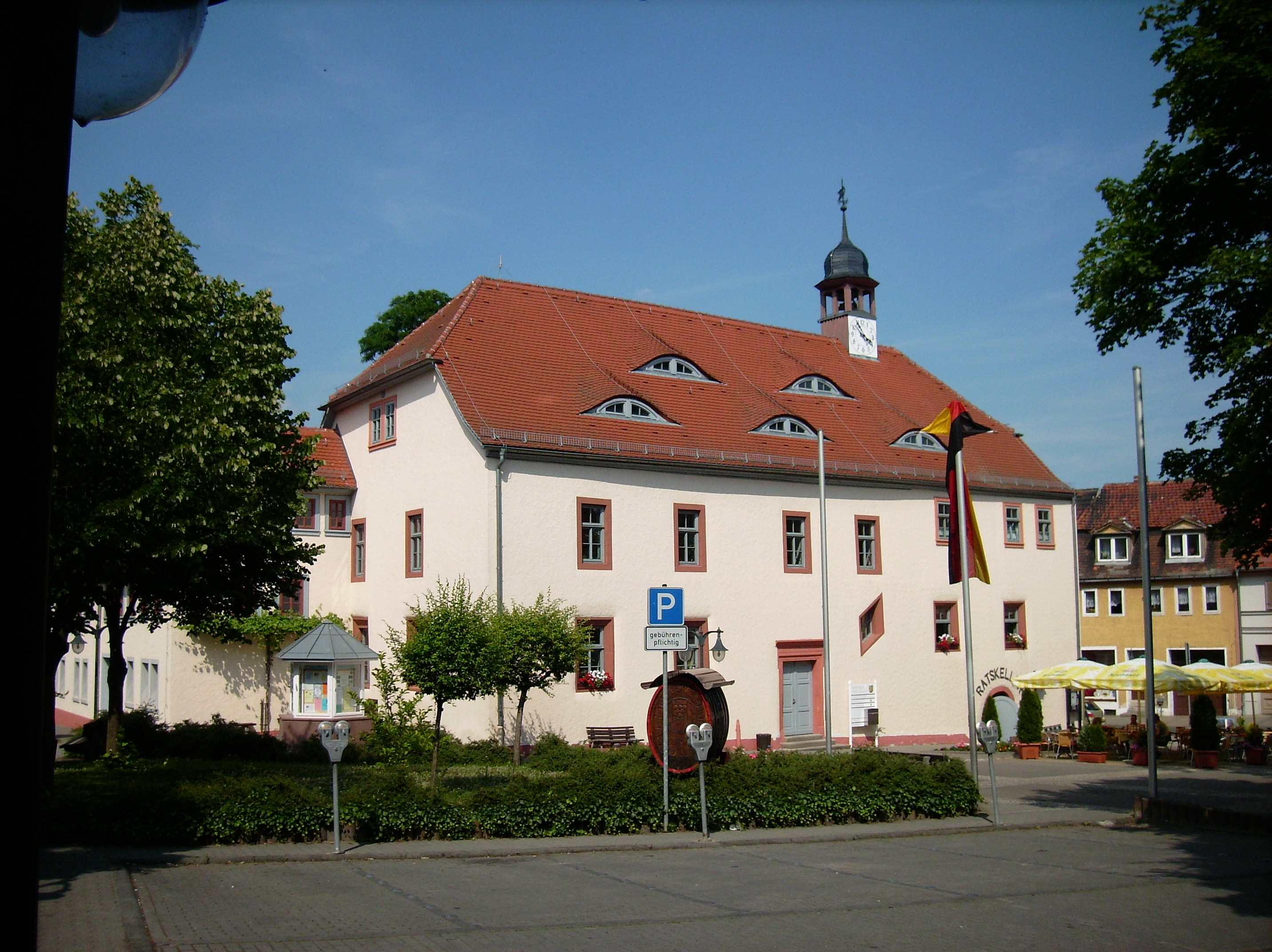
Rathaus

Bei der Kommunalwahl vom 26. Mai 2019 war Wahlbeteiligung 70,4 % mit folgendem Ergebnis für die Zusammensetzung des Stadtrats:
| Partei / Liste               | Stimmenanteil | Sitze |
| CDU                          | 30,7 %        | 5     |
| SPD/LINKE                    | 27,3 %        | 4     |
| Freie Wähler Weimarer Land   | 18,0 %        | 3     |
| WG Feuerwehren Bad Sulza     | 06,3 %        | 1     |
| Freie Wählergruppe Flurstedt | 05,6 %        | 1     |
| Reisdorfer für Reisdorfer    | 02,3 %        | 0     |
| Interessengemeinschaft BS    | 09,8 %        | 2     |
| Gesamt                       | 100 %         | 16    |

### Erfüllende Gemeinde
Bad Sulza ist die „erfüllende Gemeinde“ für die Orte:
- Eberstedt
- Großheringen
- Niedertrebra
- Obertrebra
- Schmiedehausen

### Wappen
Das Wappen von Bad Sulza in seiner heutigen Form entstand 1907. In dem Jahr schlossen sich Stadtsulza und Dorfsulza zu Bad Sulza zusammen.
Es zeigt auf der linken Seite das bisherige Wappen von Stadtsulza, den Heiligen Mauritius, der als Schutzpatron der Salzsieder gilt. Der Mohr im Stadtwappen von Sulza ist schon sehr früh nachgewiesen und findet sich schon im ältesten bekannten Siegel aus dem Jahre 1567. Auf der rechten Seite zeigt das Wappen eine goldene Linde auf schwarzem Grund, das bisherige Wappen von Dorfsulza, welches seit 1810 nachgewiesen ist.

### Partnerstädte, Städtefreundschaften
- Partnerstädte sind Bad Camberg in Hessen und Duszniki-Zdrój in Polen.
- Städtefreundschaften unterhält Bad Sulza zu Hatten in Niedersachsen, zu Bad Feilnbach in Bayern, zu Zwenkau in Sachsen sowie zu Chambray-lès-Tours in Frankreich.

## Wirtschaft und Infrastruktur

### Verkehr

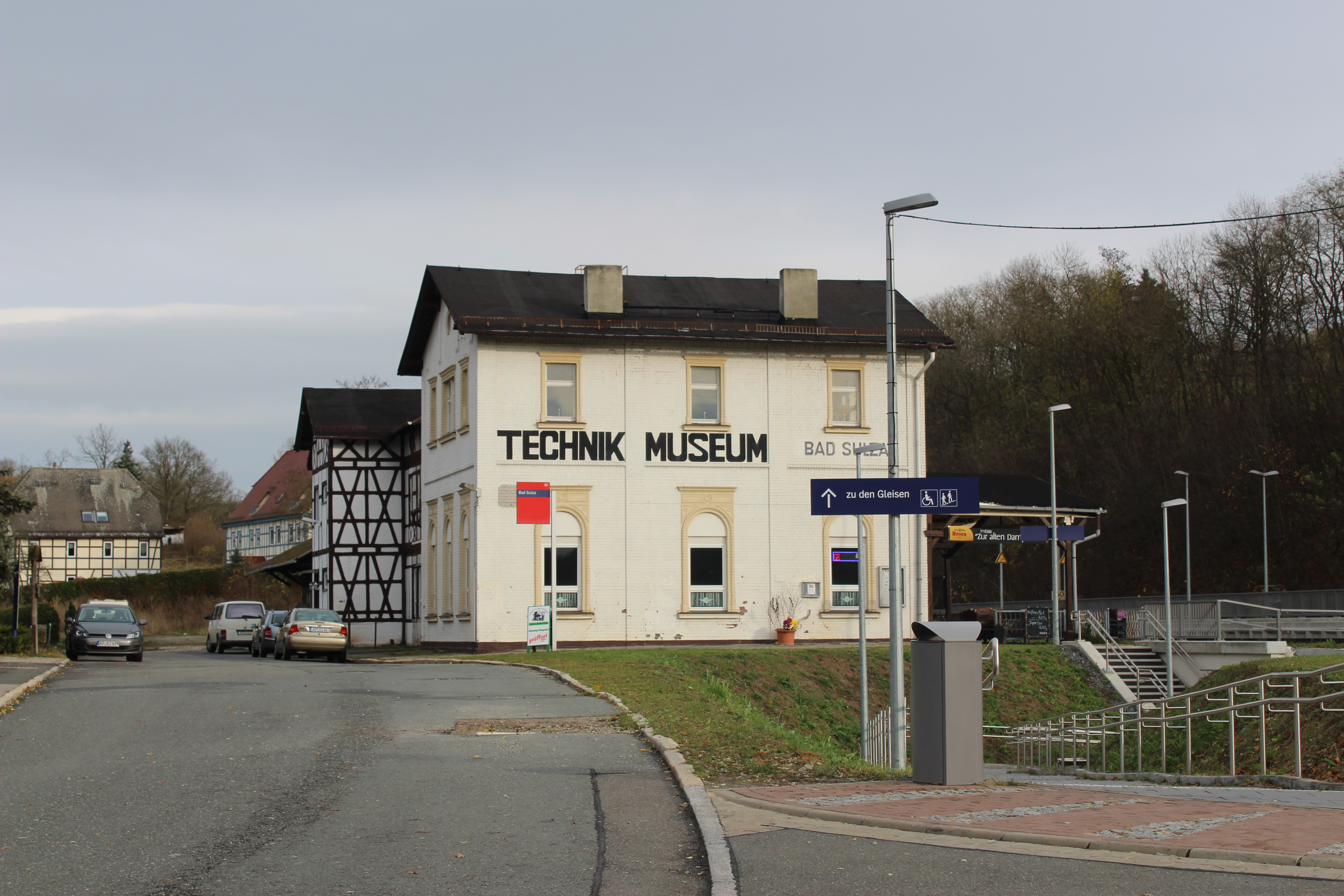
Bahnhof Bad Sulza (2017)

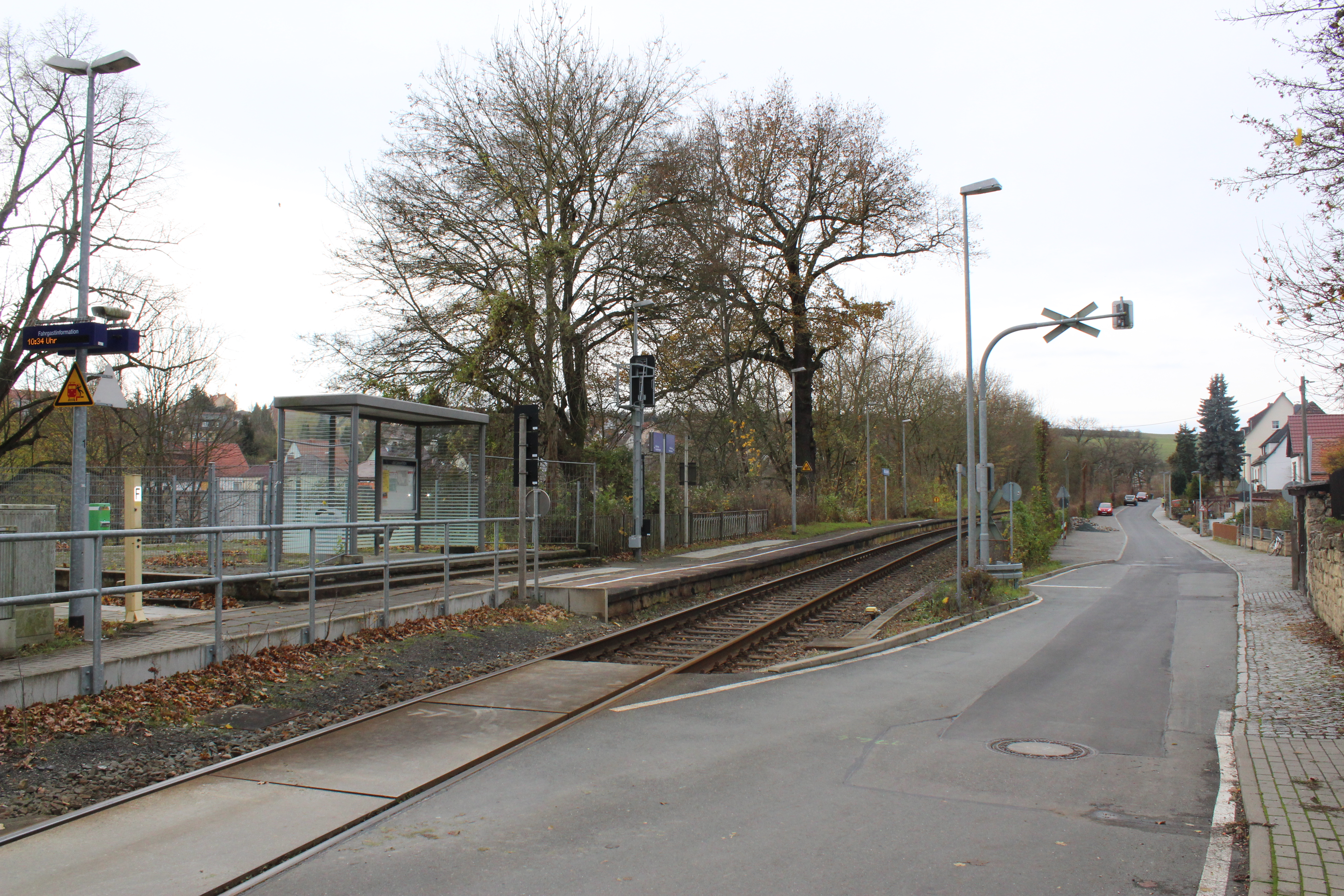
Haltepunkt Bad Sulza Nord (2017)

Bad Sulza hat einen Bahnhof an der Strecke Halle–Erfurt. Neben der stündlich verkehrenden Regionalbahnlinie RB 20 Leipzig–Naumburg–Erfurt–Eisenach halten in Bad Sulza, seit Dezember 2015 auch die Regionalexpress-Züge RE 16 der Abellio Rail Mitteldeutschland. Es bestehen aller 2 Stunden Verbindungen nach Erfurt sowie nach Halle/Saale. 
Die drei Haltepunkte Bad Sulza Nord, Auerstedt und Eckartsberga (Thür), die innerhalb des Stadtgebiets an der Pfefferminzbahn Sömmerda–Großheringen liegen, werden aufgrund der Abbestellung des Abschnitts Buttstädt–Großheringen durch die Nahverkehrsservicegesellschaft Thüringen seit Dezember 2017 nicht mehr planmäßig bedient.
Die Buslinie 285 der PVG Weimarer Land verbindet Bad Sulza mit Apolda.
Bad Sulza liegt nur an Kreis- und Landstraßen. Die nächstgelegenen Bundesstraßen sind die nördlich und westlich von Bad Sulza verlaufende B 87, die nur den westlichen Ortsteil Reisdorf tangiert, die östlich entfernter liegende B 88 bei Camburg und die in Eckartsberga von der B 87 abzweigende B 250 nach Querfurt.

### Kur und Tourismus

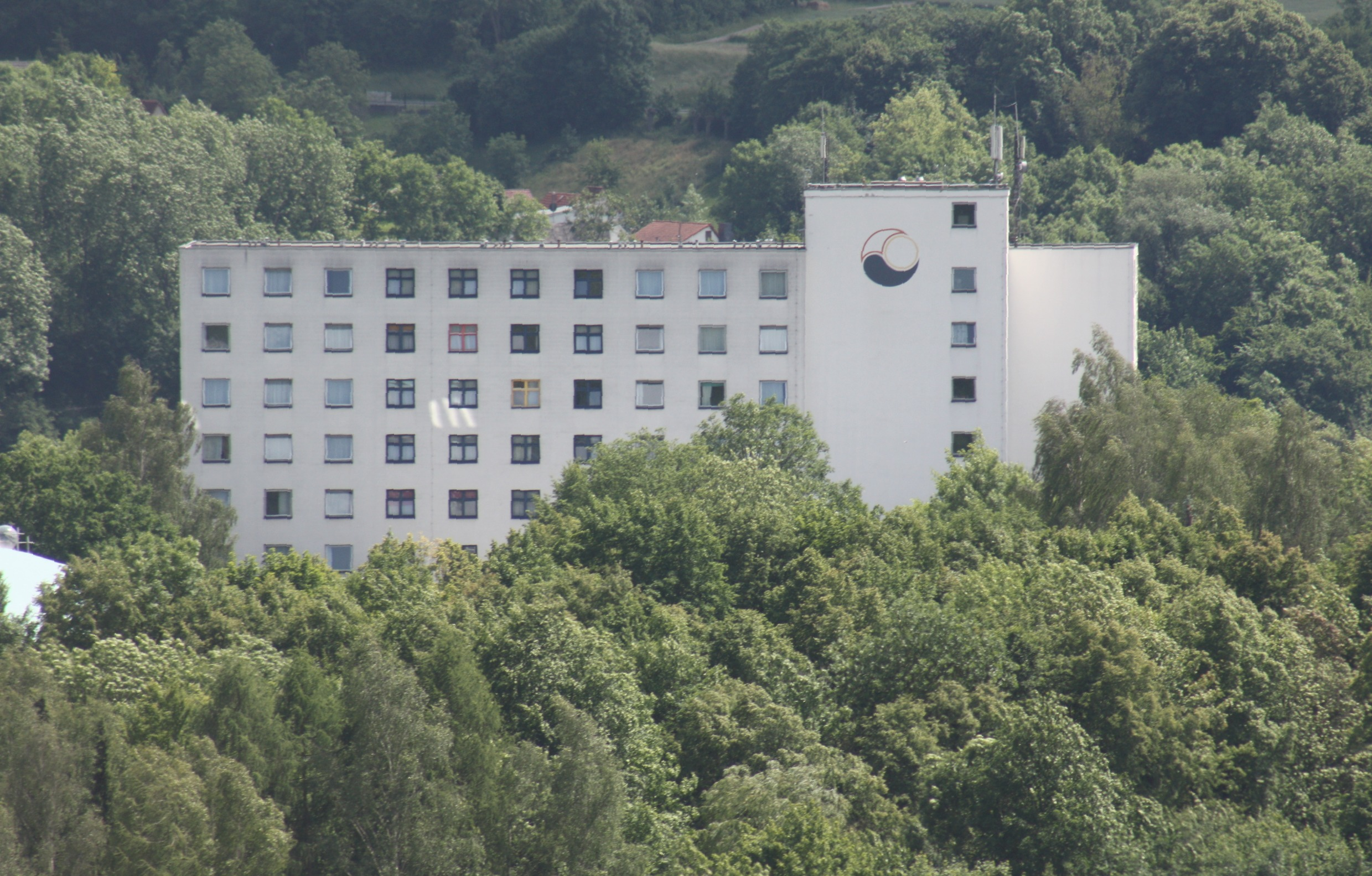
Klinikzentrum Bad Sulza, errichtet 1969 als Wismut-Sanatorium

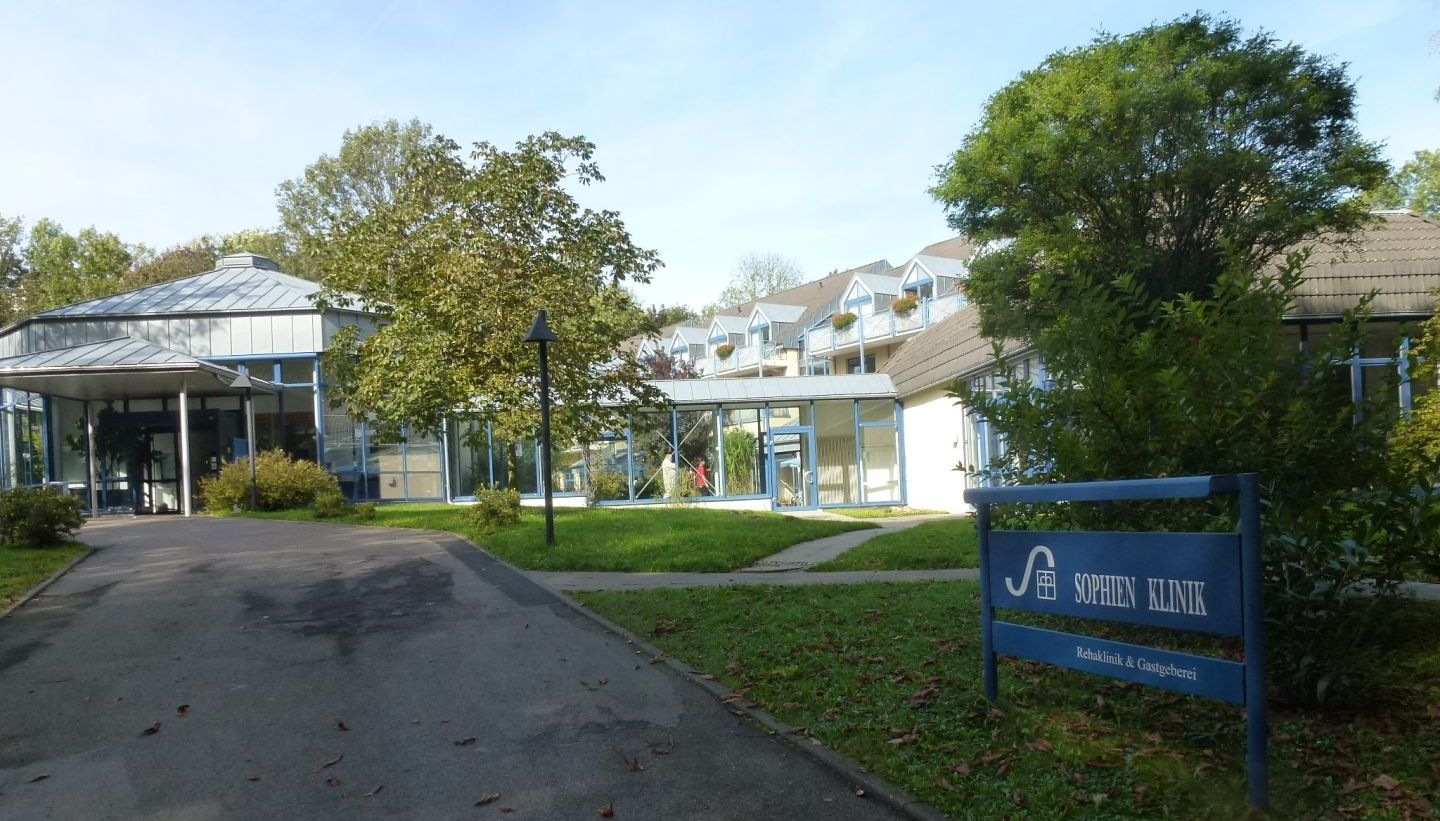
Sophienklinik, Eingang

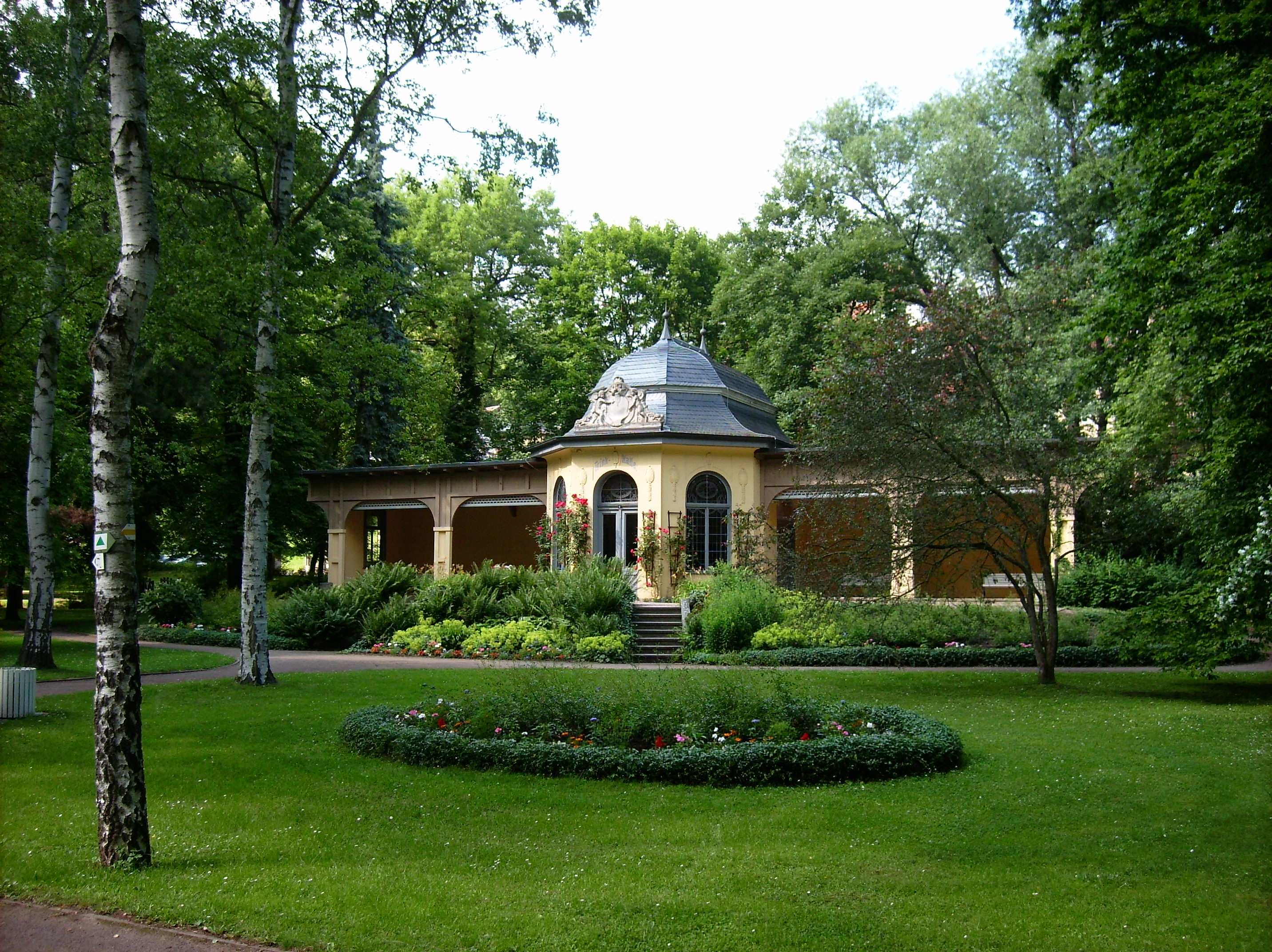
Trinkhalle im Kurpark Bad Sulza

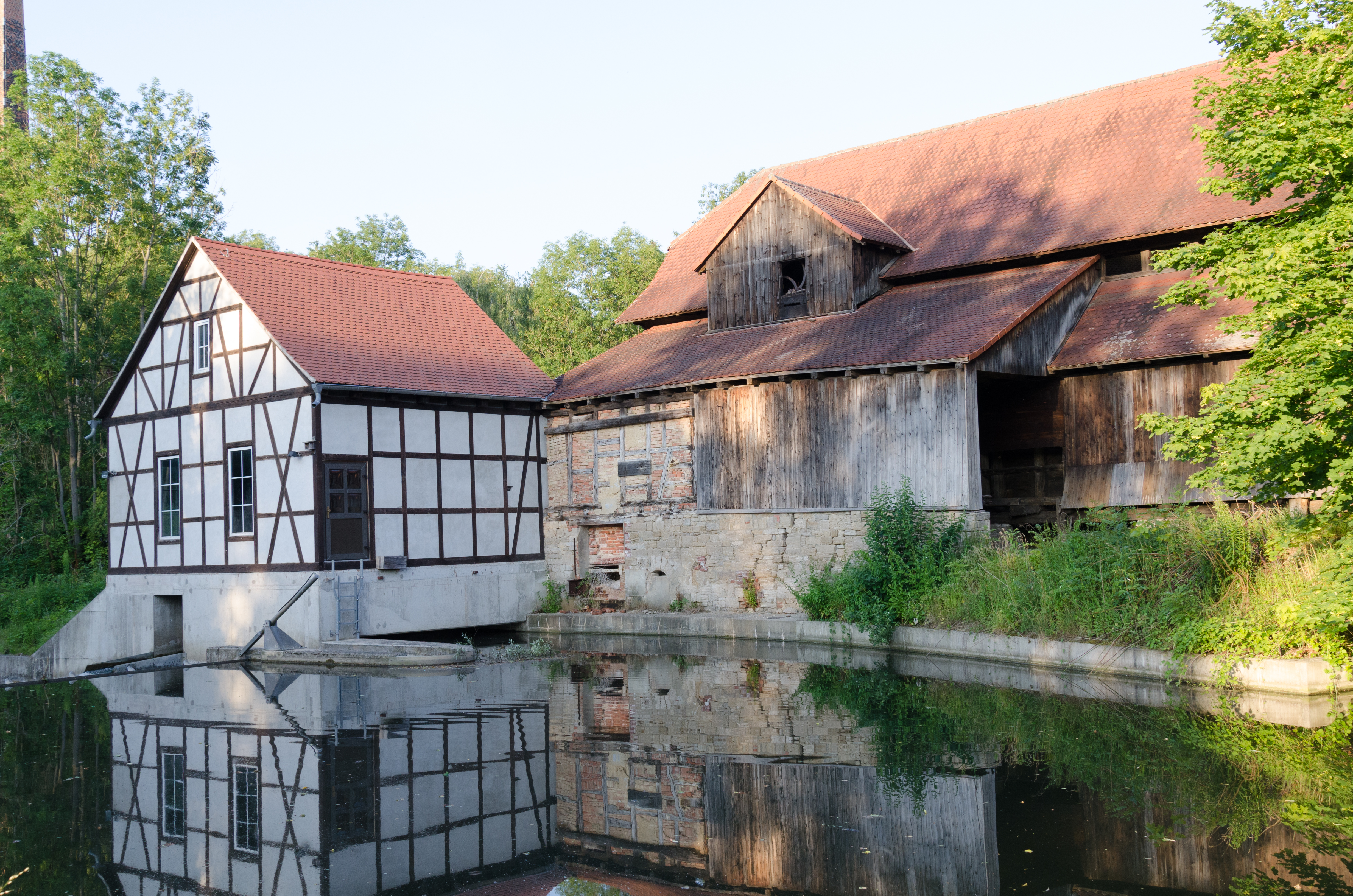
Saline

- Das Saline- und Heimatmuseum[22] in den Räumen der ehemaligen Schenke erläutert mit der Dauerausstellung die Entwicklung der Stadt und des Kurbetriebes. Ein zweiter Schwerpunkt widmet sich der Schlacht bei Jena und Auerstedt, die 1806 in der Umgebung stattgefunden hatte. Sehenswert ist auch die vollständig erhaltene Apotheken-Einrichtung aus dem 19. Jahrhundert.[23]
- Johann Wolfgang von Goethe hatte bereits im August 1828 beim Besuch der Saline auf die Möglichkeit eines Kurbetriebs hingewiesen. Ein für ihn zur DDR-Zeit umgewidmeter Obelisk im Kurpark zeigt eine Tafel mit folgendem Text: „Dem großen Deutschen Johann Wolfgang von Goethe zu seinem 200. Geburtstag am 28. August 1949“.
- Eine Saline produzierte ein hervorragendes Siedesalz. In den Glanzzeiten arbeiteten 5 Pfannen, in denen Sole verdampft und das zurückbleibende Salz abgeschöpft wurden.
- Seit 1839 wird in Sulza gekurt. An der Carl-Alexander-Sophien-Quelle wurde eine Trinkhalle errichtet, die seit 1884 auch die nahegelegene Sophienklinik[24], eröffnet am 1. Juli 1883 und damit Thüringens erste und somit traditionsreichste Rehabilitationsklinik[25], mit heilendem Salzwasser versorgt. Ein erstes Badehaus entstand am Leopold-Schacht (Siedehaus I), das erste Kurhaus auf dem Lachenberg. Der landschaftlich reizvoll gelegene Ort gewann in den Folgejahren auch als Soolbad Sulza weitere Aufmerksamkeit. 1883 wurde das Kinderheilbad Sophie eingeweiht – Namensgeberin ist die sozial engagierte Großherzogin Sophie von Sachsen-Weimar-Eisenach.[26] Es folgten um 1900 in rascher Folge weitere Gebäude der Bäderarchitektur – ein Inhalatorium (Eröffnung 16. Juni 1903), mehrere Brunnenpavillons, Pensionen und Villen.
- Für das Gradierwerk „Louise“ mit seinem Wandelgang und Zerstäuberhalle wird heute Sole aus der Quelle „Johann Agricola“ verwendet und für therapeutische Zwecke genutzt. Bad Sulza verfügte einmal über drei Gradierwerke.
- Die Toskana Therme ist eine Kombination eines Freizeitbades mit einem Thermalbad.[11] Als erstes Private Public Partnership Modell Thüringens wurde sie von der Stadt Bad Sulza, der Kurgesellschaft Heilbad Bad Sulza und den Betreibern des Klinikzentrums entwickelt und 1999 dem Klinikzentrum Bad Sulza angegliedert. Im Jahr 2000 war die Toskana Therme mit ihrem Therapieverfahren Liquid Sound ein Weltprojekt der Expo 2000. Auf der Internationalen Tourismusmesse Berlin 2010 wurde die Toskana Therme als erste Therme der Welt mit dem renommierten Nachhaltigkeitslabel Green Globe[27] ausgezeichnet.
- Unterhalb der Toskana Therme wurde die zum Kulturstadtjahr 1999 in Weimar entstandene Nachbildung von Goethes Gartenhaus als Goethes Gartenhaus II aufgestellt und am 27. August 2002 eröffnet.[28] Die 1:1-Nachbildung des Weimarer Denkmals kann besichtigt werden.
- Das Klinikzentrum Bad Sulza, errichtet 1969 als Wismut-Sanatorium, ist eine multidisziplinäre Rehabilitationsklinik für Pneumologie und Orthopädie, in der vorwiegend chronische Erkrankungen der Atemwege und der Bewegungsorgane in Fachabteilungen – auch mit psychosomatischem Hintergrund – behandelt werden. Es befindet sich direkt an dem denkmalgeschützten Kurpark auf dem Lachenberg in Bad Sulza. Das Klinikzentrum war eines der ersten deutschen Mitglieder des Internationalen Bäderverbands ISPA (International Spa Association).[29] Eine Studie des Europäischen Tourismus Institutes von 2008, die die Qualität von Heilbädern und Kurorten in Deutschland vergleicht, zeigt, dass Bad Sulza zu den besten Heilbädern Deutschlands zählt.[30]
- Durch die Weinberge kann man auf markierten Wegen spazieren.
- In Bergsulza befindet sich ein Herrensitz, der heute eine Jugendherberge ist.
- Bad Sulza liegt am 124 km langen Ilmradweg, der durch weitere thematische Radwege – etwa dem Emsenbach-Radweg – ergänzt wird.
- In Bad Sulza befindet sich der Endpunkt der Weinstraße Saale-Unstrut.

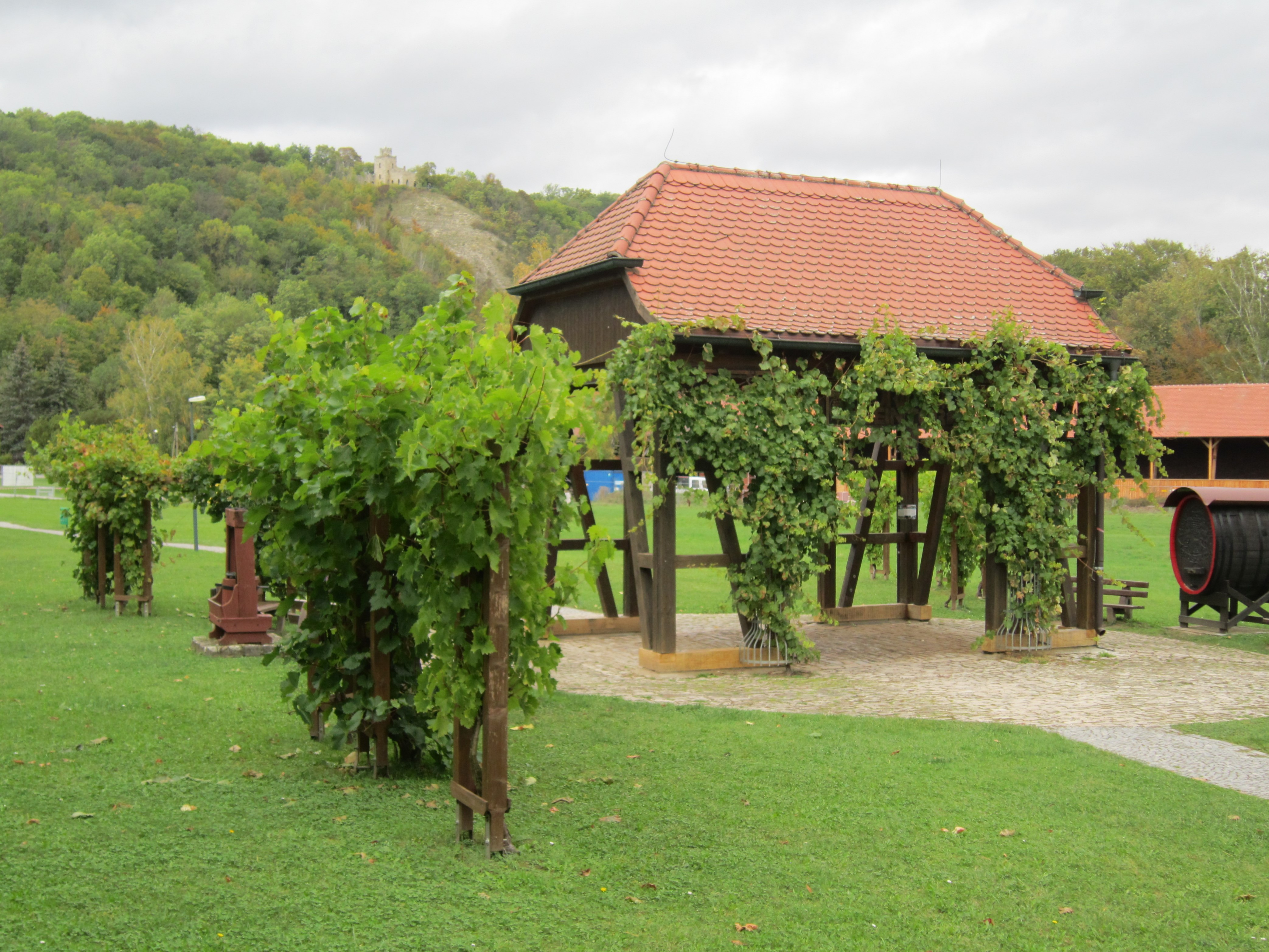
Thüringer Weintor
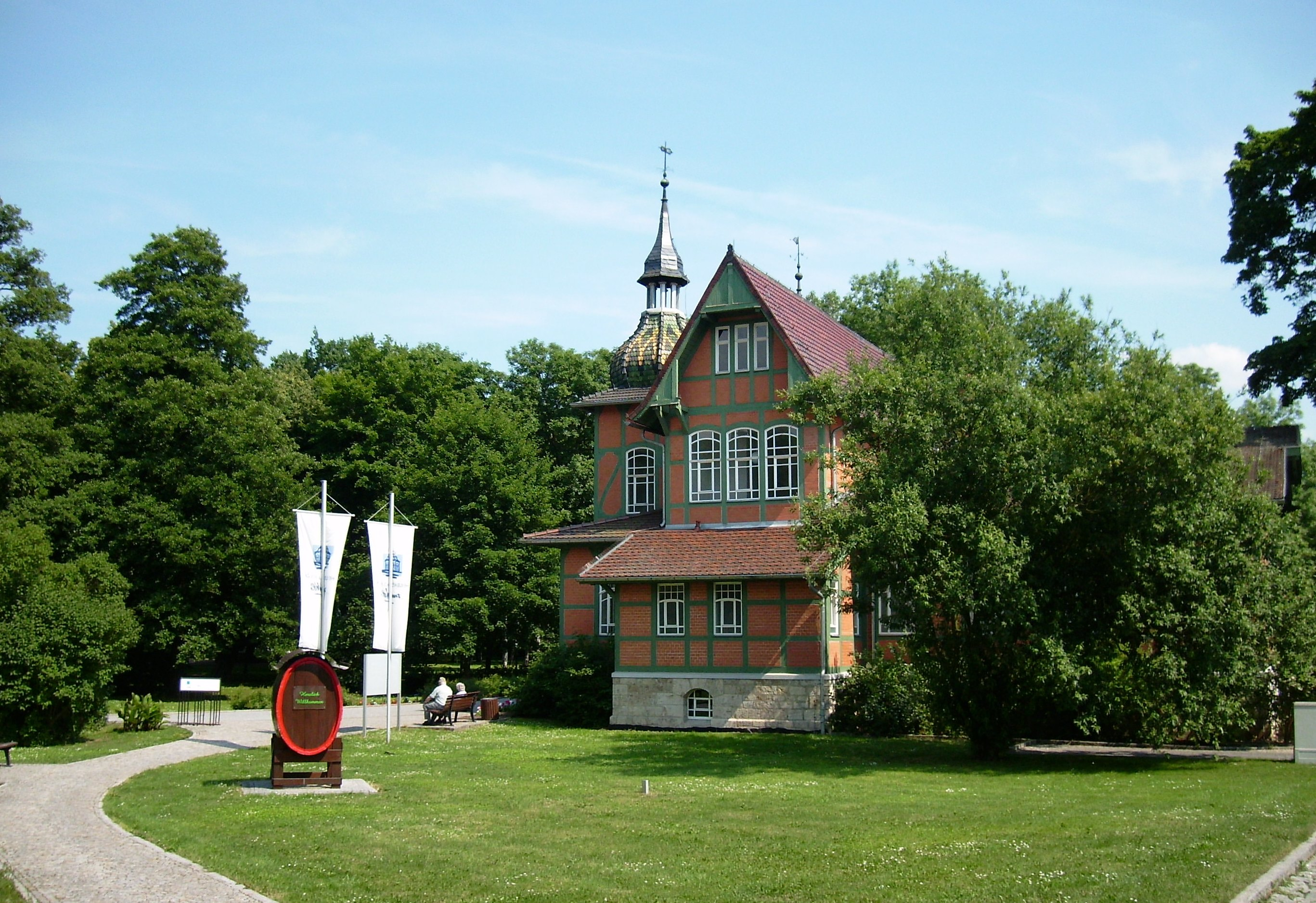
Haus des Gastes im Kurpark
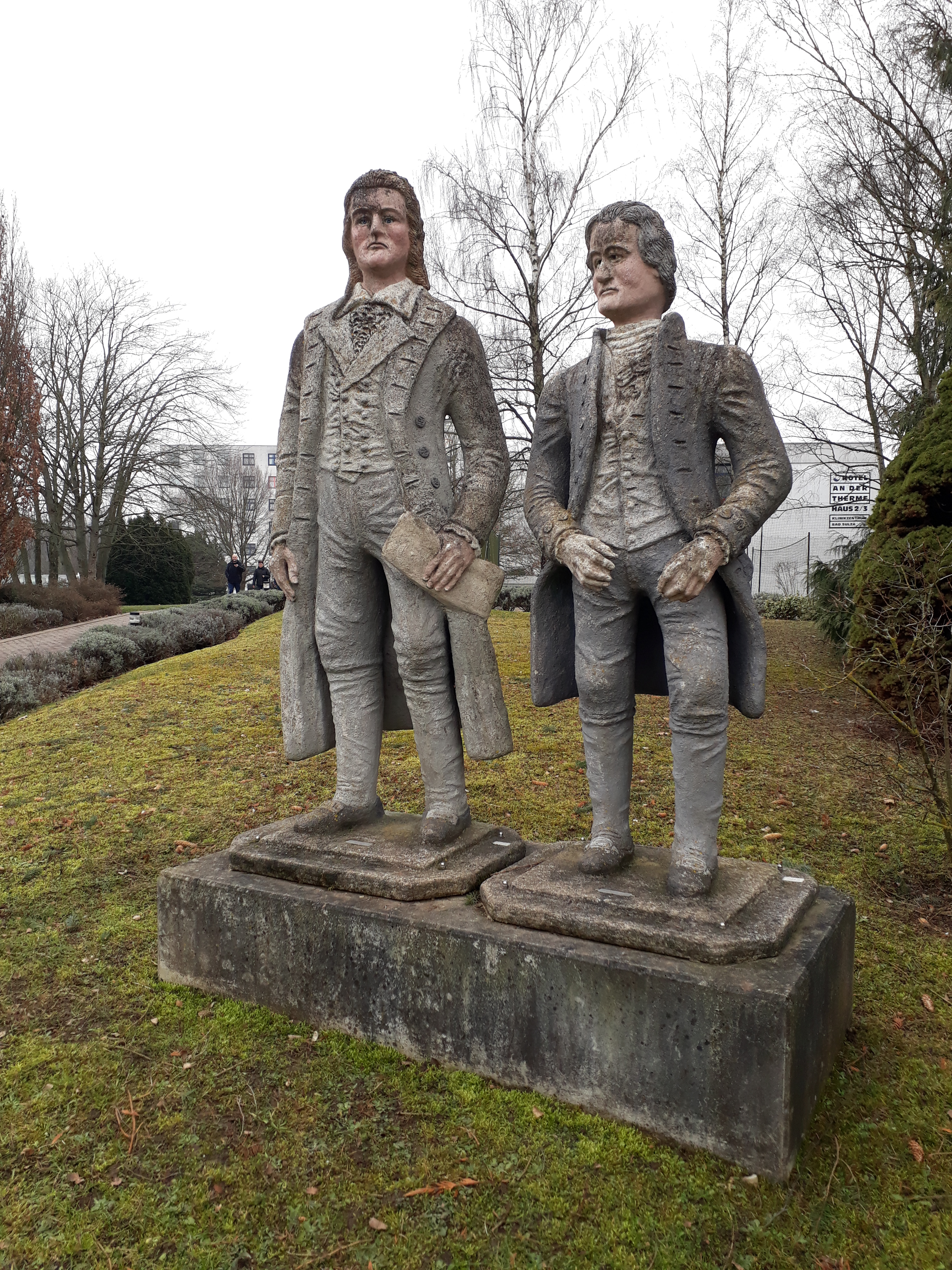
Goethe-Schiller-Denkmal
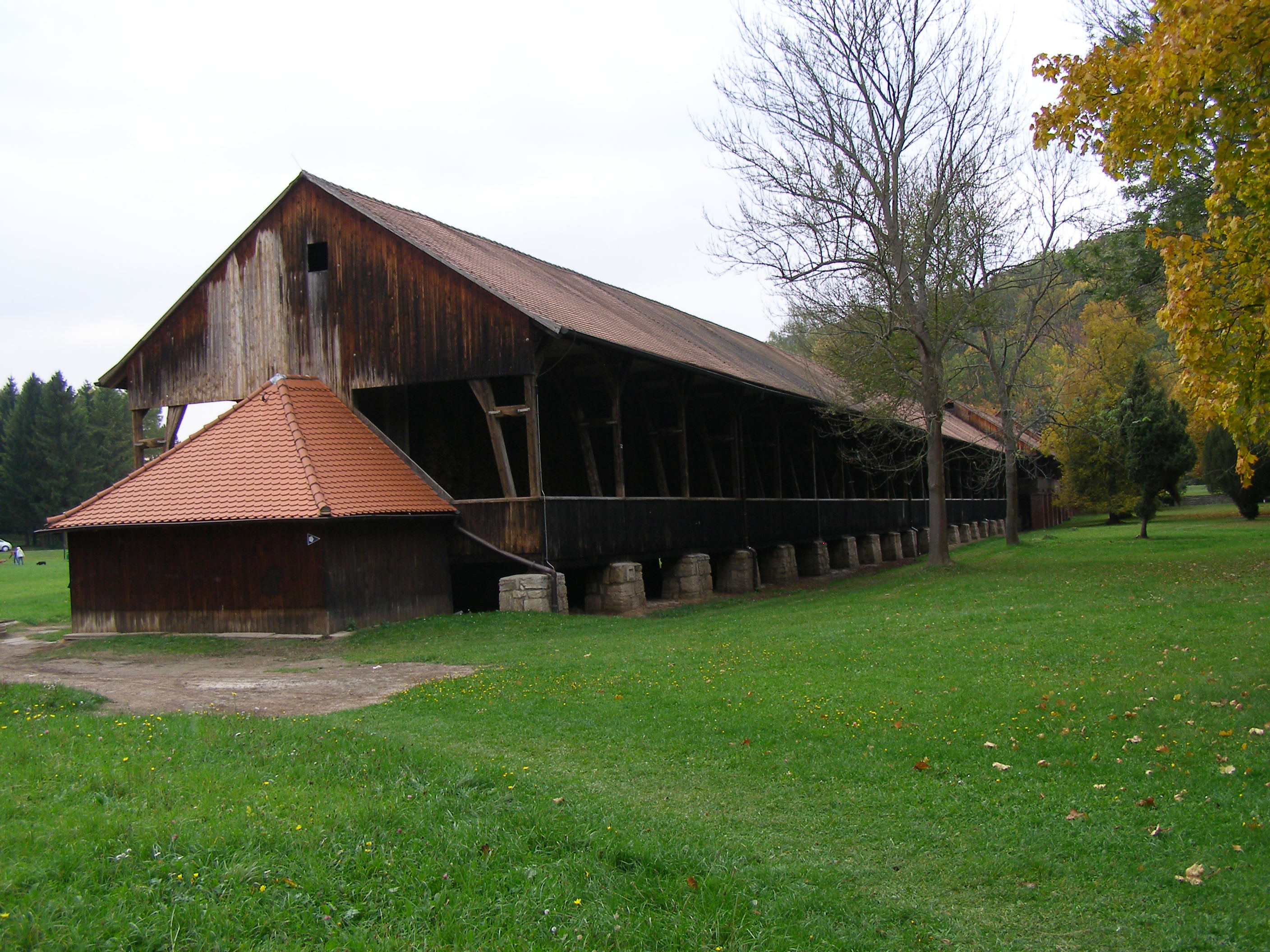
Gradierwerk
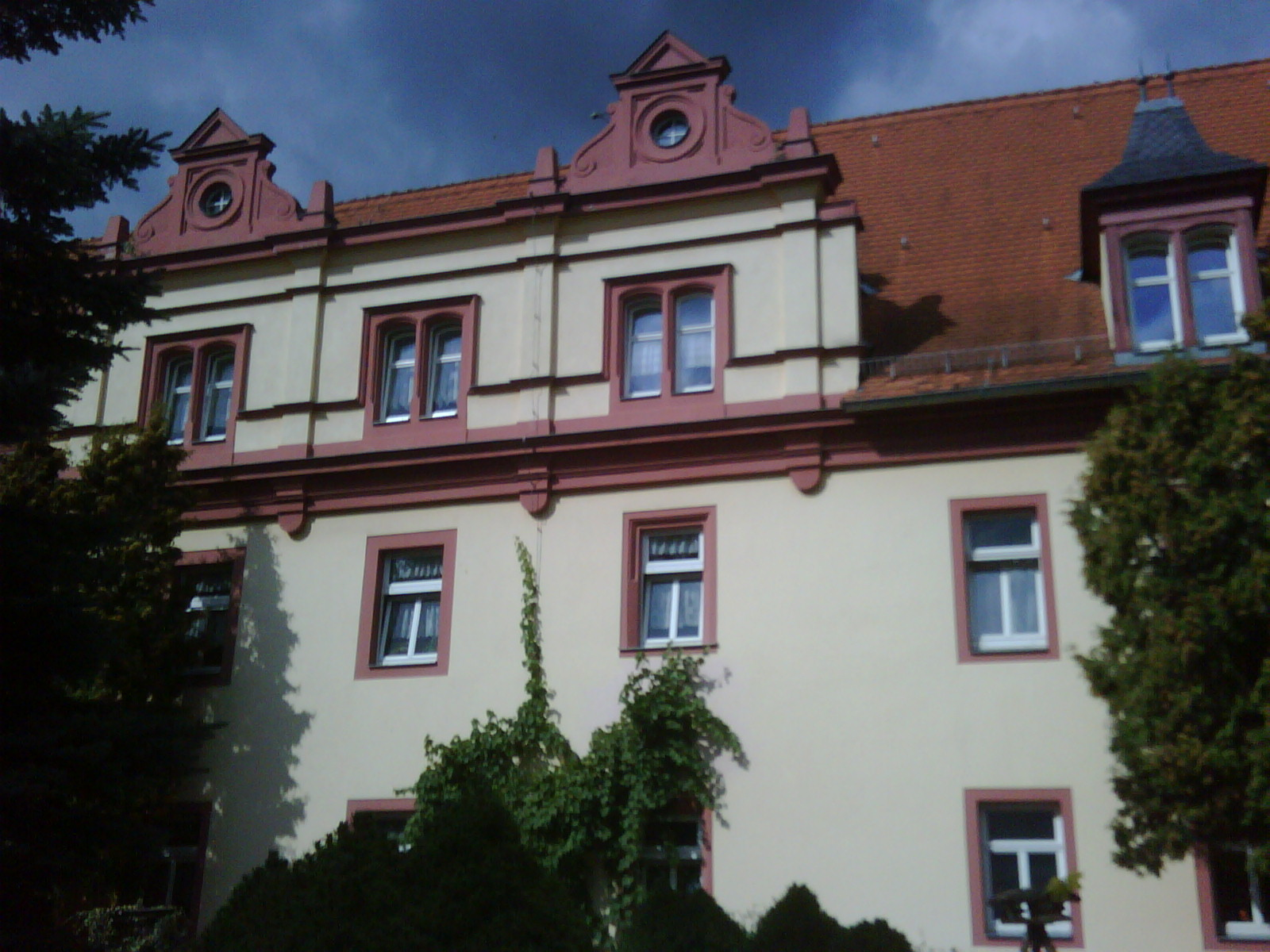
Herrenhaus in Bergsulza
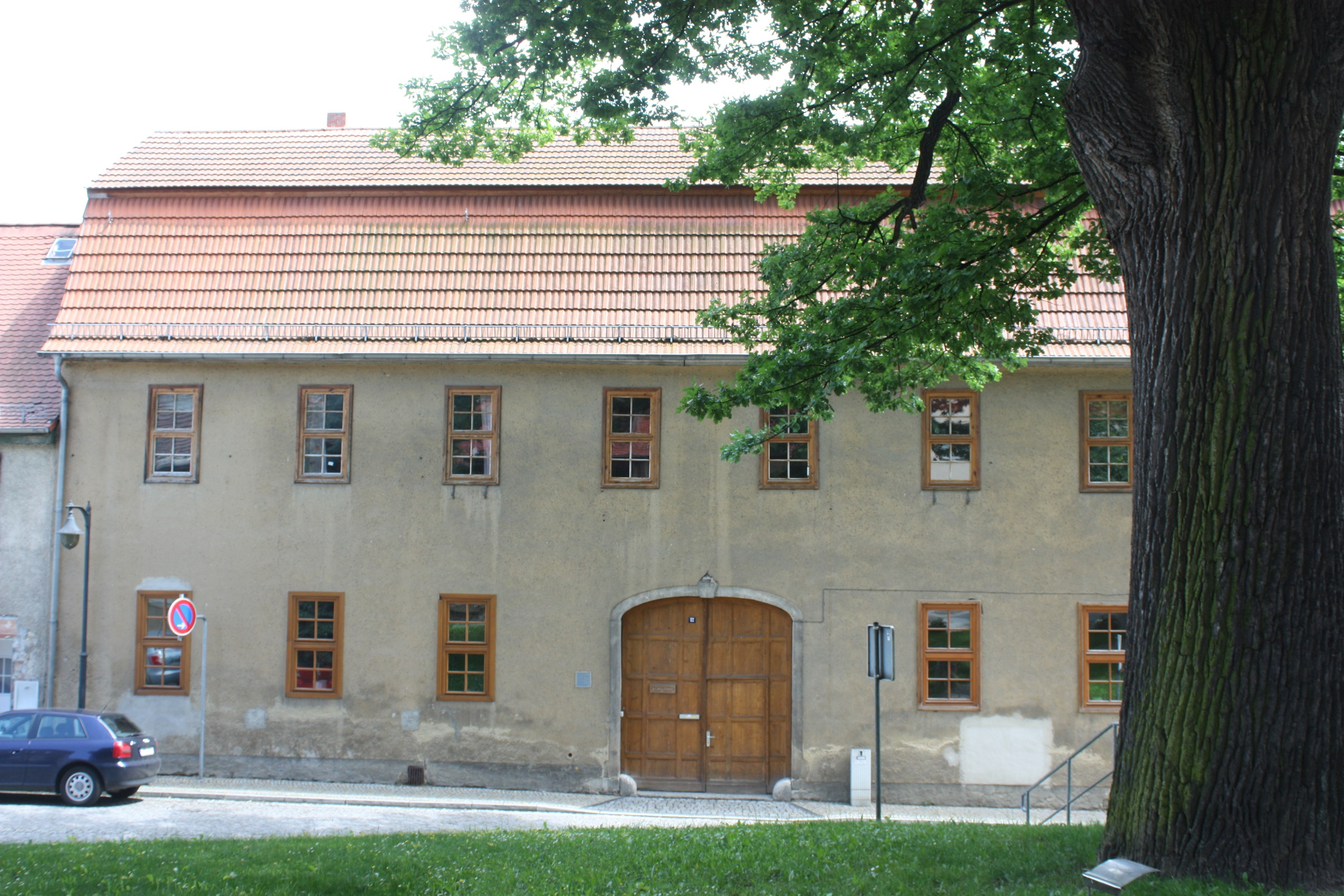
Pfarrhaus der Mauritiuskirche

## Persönlichkeiten

### Ehrenbürger
- Paul von Hindenburg (1847–1934), Generalfeldmarschall[31]

### Söhne und Töchter der Stadt
- Johann Agricola (1590–1668), Oberaufseher des Salzwerks von 1622 bis 1631, verwendete schon im frühen 17. Jahrhundert die Heilkraft der aus der Tiefe geförderten Sulzaer Sole zu medizinischen Zwecken
- Georg Jauch (1606–1675), Bürgermeister von Sulza, Stammvater der Jauch (Hanseatengeschlecht), denen in heutiger Zeit der Fernsehmoderator Günther Jauch entstammt
- Christoph Gräfe (1632–1687), Pädagoge und evangelisch-lutherischer Theologe
- Christian Jauch der Ältere (1638–1718), Sohn von Georg Jauch, trat in den höfischen Dienst des Herzogs von Mecklenburg-Güstrow
- Karl Benedikt Hase (1780–1864), deutsch-französischer Altphilologe
- Gottfried Wilhelm Fink (1783–1846), Komponist, Musiktheoretiker, evangelischer Geistlicher und Dichter
- Wilhelm Christian Friedrich Bock (1815–1888), Kommunal- und Landespolitiker, Kammersekretär
- Albert Lindner (1831–1888), Dramatiker
- Carl Müllerhartung (1834–1908), bedeutender Kantor, Musikpädagoge und Komponist
- Friedrich Albert Carl Spaeter (1835–1909), deutscher Industrieller
- Carl Otto (1844–1898), Versicherungsdirektor; Generaldirektor der Leipziger Lebens- und Feuerversicherung
- Rudolf Gröschner (1849–1914), Bürgermeister und Ehrenbürger
- Adolf Piltz (1855–1940), Mathematiker
- Max Eschner (1864–1926), Schriftsteller und Lehrer
- Arnold Hille (1892–1959), Politiker der SPD
- Georg Judersleben (1898–1962), deutscher Maler und Künstler
- Manfred Amelang (* 1939), Psychologe
- Ingeborg Tepperwien (* 1945), deutsche Juristin und Vorsitzende Richterin am Bundesgerichtshof

### Personen, die mit der Stadt in Verbindung stehen
- Thomas Naogeorg (eigentlich Kirchmair) (1508–1563), Theologe, neulateinischer Dichter und Schuldramatiker
- Karl Holfeld (1921–2009), deutscher Maler und Graphiker
- August Leberecht Wunderwald (1843–1913), deutscher Geologe und Mediziner